# Bataille de Fengwudong
Mouvement d'indépendance coréen
La bataille de Fengwudong (hangeul :봉오동 전투, hanja : 鳳梧洞戰鬪) est un affrontement entre militants indépendantistes coréens, menés par Hong Beom-do (en), et un bataillon japonais du 6 au 7 juin 1920 en Mandchourie.
Elle a lieu lors de la campagne des forces japonaises au Jiandao (en) durant l'occupation japonaise de la Corée.

## Dans la culture populaire
La bataille est le sujet central du film The Battle: Roar to Victory (2019) de Won Shin-yeon.